# Colerètic

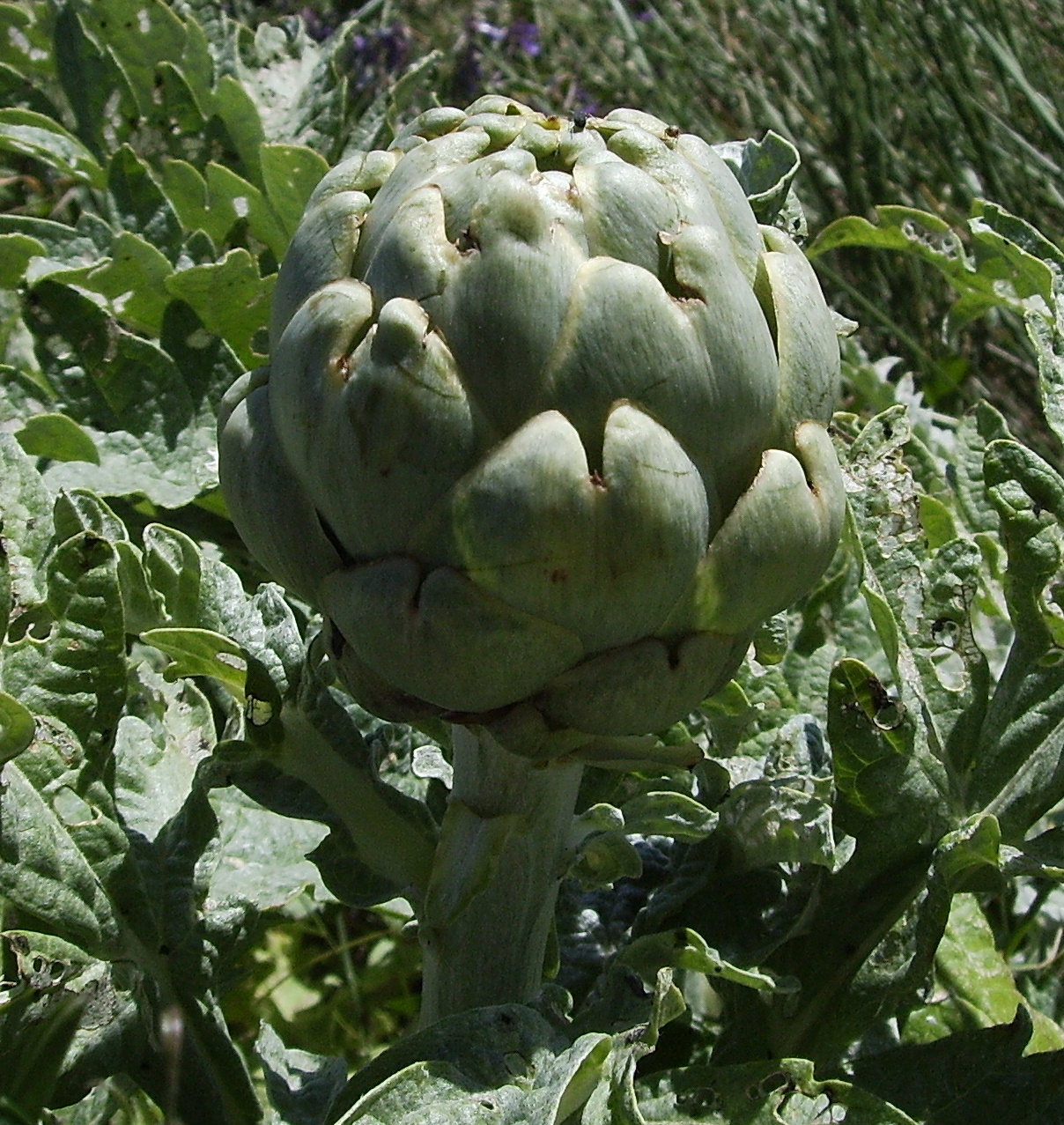
L'extracte de carxofa té propietats colerètiques

Colerètica o colepoètica, en anglès:Choleretics, és l'agent que estimula la secreció i excreció de bilis pel fetge i també la quantitat de sòlids excretats. Actua mitjançant la colepoiesi o mitjançant la hidrocoloresi.
Les substàncies colagogues estimulen el flux de bilis dins el duodè mentre que les colerètiques estimulen la producció de bilies pel fetge.
L'efecte colerètic promou el flux de bilis i greix a i des del fetge. Els colerètics són molt útils en el tractament de l'hepatitis i altres malalties del fetge pel seu efecte descongestionador. Els colerètics típicament també abaixen els nivells de colesterol, ja que n'incrementen l'excreció i disminueixen la producció de colesterol en el fetge. Les plantes colerètiques causen que les cèl·lules del fetge facin més bilis i les plantes colagogues causen l'alliberament de bilis que s'hagi format.

## Tipus de colerètics
- Certs àcids biliars.
- Alguns extractes de plantes, com la carxofa, el boldo, la fumària, l'arrel de dent de lleó, etc.
- També alguns productes sintètics com l'acid ferúlic, àcid glicocòlic i altres.